# Aspidosperma sandwithianum
Aspidosperma sandwithianum é uma espécie de plantas com flores. Foi descrito pela primeira vez por Markgr. Aspidosperma sandwithianum pertence ao gênero Aspidosperma e à família Apocynaceae.
Este tipo de planta é encontrado em:
- norte do Brasil
  - Pará
  - Amazonas
- Guiana
- Suriname
- Guiana Francesa

Não há tipos listados como este.